# Ocean Driller (schip, 1963)
De Ocean Driller was een afzinkbaar en halfafzinkbaar boorplatform dat in 1963 werd gebouwd door Avondale Shipyards voor Ocean Drilling & Exploration Company (Odeco). Het was het eerste platform dat bij nieuwbouw al halfafzinkbaar was, waar eerder omgebouwde afzinkers werden gebruikt zoals de Blue Water Rig No. 1. Het opmerkelijke V-vormige ontwerp was van Tom Graham en Alden Laborde, de oprichter van Odeco. Ruim een jaar later volgde van dezelfde werf de Ocean Explorer volgens hetzelfde ontwerp.
Als afzinker kon het werken in waterdieptes van 20 tot 90 voet of 7 tot 30 meter en bij dieper water werd het op locatie half afgezonken en uitgeankerd. In 1964 werd het van de ankers geslagen door orkaan Hilda, maar de 14 aan boord gebleven bemanningsleden wisten dit te overleven.
Avondale bouwde in 1965 ook de Ocean Queen en in 1966 de Ocean Traveler naar een verbeterd rechthoekig ontwerp, terwijl het zusterschip daarvan als Ocean Prince bij Smith's Dock Company werd gebouwd in 1965, de eerste halfafzinker op de Noordzee en ook de eerste om daar te zinken.
In 1984 werd de Ocean Driller gemoderniseerd en in 1992 werd het gesloopt.
| Naam           | Werf                     | Jaar           |
| -------------- | ------------------------ | -------------- |
| Ocean Driller  | Avondale Shipyards, 1014 | april 1963     |
| Ocean Explorer | Avondale Shipyards, 1056 | september 1964 |